# Щепкин, Евгений Николаевич
Евгений Николаевич Щепкин (25 мая [6 июня] 1860, Москва — 12 декабря 1920, Одесса) — русский историк, педагог и общественный деятель; сын Николая Михайловича Щепкина, брат Вячеслава и Николая Щепкиных.

## Карьера
Евгений Щепкин получил среднее образование в Петропавловской школе при евангелическо-лютеранской церкви свв. Петра и Павла в Косьмодамианском переулке (ныне Старосадский), где ранее учился и его будущий учитель, В. И. Герье. Сдав экстерном экзамены за гимназический курс в 5-й московской гимназии в 1879 году он поступил на историко-филологический факультет Московского университета.
За участие в 1880 году в студенческой сходке, собранной студентом П. Н. Милюковым был арестован. Однако Московский университет, в 1883 году, окончил и был оставлен Герье работать на кафедре всеобщей истории. В 1892 году стал приват-доцентом.
В 1893—1897, 1899 и 1901 годах работал с источниками в архивах Дании, Германии и Австрии. В 1897 году назначен профессором Историко-филологического института князя А. А. Безбродко.
С 1898 года преподавал в Новороссийском университете в Одессе.

## Политическая деятельность
Евгений Николаевич Щепкин принимал участие в либеральном движении начала XX века. Был избран членом I Государственной думы от города Одессы, состоял в кадетской фракции. 10 июля 1906 года в Государственной думе он требовал предания суду Столыпина за то, что тот противозаконно сохранял в Одессе военное положение; затем выступал по еврейскому погрому в Белостоке. Подписал Выборгское воззвание, за что был уволен в 1906 году с государственной службы, отбыл несколько месяцев заключения в одесской тюрьме и затем преподавал в частных учебных заведениях Одессы.
После Февральской революции 1917 года вернулся в Новороссийский университет. Примкнул к течению борьбистов левоэсеровской партии. Покинул Одессу вместе с большевиками и окончательно оставив свою научную работу, вступил в 1920 году в Коммунистическую партию. В короткое время пребывания советской власти в Одессе (апрель—август 1919 года) в качестве комиссара народного просвещения Щепкин уволил целую группу черносотенных профессоров (21 человек), возглавлявшуюся профессором Левашовым.

## Научная деятельность
Научные интересы Евгения Николаевича Щепкина включали следующие области:
- история эпохи Семилетней войны — Русско-австрийский союз во время Семилетней войны. — СПб., 1902;
- личность Лжедмитрия I — Дмитрий I / Русская история в очерках и статьях, 1910, т. II);
- русско-варяжские отношения — Древнескандинавский обряд погребения с кораблем // Журнал Министерства Народного Просвещения, 1894; Древнеисландская сага Гюнлейг Змеиный Язык. Одесса, 1905;
- феодализм в Западной Европе.

Автор ряда статей в Энциклопедическом словаре Брокгауза и Ефрона.

## Оценки личности
Писатель Иван Бунин в книге «Окаянные дни» нарисовал яркий портрет Евгения Щепкина лета 1919 года:

«Недавно встретил на улице проф<ессора> Щепкина, „комиссара народного просвещения“. Движется медленно, с идиотической тупостью глядя вперёд. На плечах насквозь пропылённая тальма с громадным сальным пятном на спине. Шляпа тоже такая, что смотреть тошно. Грязнейший бумажный воротничок, подпирающий сзади целый вулкан, гнойный фурункул, и толстый старый галстук, выкрашенный к р а с н о й масляной краской».
Детальную характеристику Е. Н. Щепкина оставил его соратник по 1-й Думе князь В. А. Оболенский:

«Другой будущий „оборотень“, профессор Евгений Николаевич Щепкин, на большинство своих товарищей по фракции производил отталкивающее впечатление. Всем противна была его двуличность. Часто выступая с трибуны с резкими, почти революционными и всегда бестактными речами, от которых себя неловко чувствовали ответственные руководители партии, он в закрытых фракционных заседаниях высказывался за умеренную тактику по отношению к правительству. Однако неизменно подчеркивал, что на путь компромисса должны стать лидеры партии, чтобы добиться власти, он же, Щепкин, для себя предпочитает сохранить позицию народного трибуна. Эта двуликая тактика, которую с откровенным цинизмом отстаивал Щепкин, глубоко возмущала его партийных товарищей. После роспуска Думы Щепкин в Выборг не поехал, а прислал туда телеграмму, прося поместить его подпись под воззванием. Когда же через полтора года мы съехались в Петербурге и сели на скамью подсудимых, он на предварительном совещании внёс предложение, чтобы депутаты, давшие свою подпись под воззванием, но не бывшие в Выборге (таких было несколько человек), заявили об этом на суде и тем освободили бы себя от наказания. Однако другие, бывшие в его положении, с негодованием отвергли его предложение, а один он выступить не решился.
Вскоре Щепкин ушёл из партии и на выборах в последующие Думы выступал против неё на избирательных собраниях. А после революции 1917 года оказался сначала левым эсером, а затем вошёл в коммунистическую партию. Как раз в это время большевики в Москве расстреляли его брата, Н. Н. Щепкина…

Ранняя смерть помешала ему сделать в СССР большую карьеру».— Оболенский В. А. Моя жизнь. Мои современники. — Париж: YMCA-PRESS, 1988. — С. 384-385.